# CF Brăila în sezonul 1988-1989
Sezonul 1988-1989  reprezintă penultimul sezon pentru Dacia Unirea Brăila în Liga II, echipa se clasează printre primele dar promovează abia în sezonul următor în Liga I.

## Echipă
| Nr. |         | Poziție | Jucător             |
| --- | ------- | ------- | ------------------- |
| 1   | România | P       | Constantin Brătianu |
| -   | România | P       | Ionel Dinu          |
| -   | România | P       | Ștefan Nicoloff     |
| 4   | România | F       | Sandu Minciu        |
| 6   | România | F       | Vasile Darie        |
| 3   | România | F       | Vasile Brătianu     |
| 5   | România | F       | Adrian Baldovin     |
| -   | România | F       | Cristea Rusu        |
| -   | România | M       | Aurel Marin         |
| -   | România | M       | Victor Titirișcă    |
| -   | România | M       | Angelin Rădulescu   |
| 10  | România | M       | Marius Stan         |
| 15  | România | M       | Ionel Drăgoi        |
| -   | România | M       | Gheorghe Negoiță    |
| -   | România | M       | Eugen Popescu       |
| -   | România | M       | Marius Anton        |
| -   | România | A       | Viorel Radu         |
| 11  | România | A       | Aurelian Stamate    |
| 9   | România | A       | Constantin Luca     |
| -   | România | A       | Ion Văsâi           |

## Transferuri

### Sosiri
| Post | Jucător          | De la echipa   | Sumă de transfer  | Dată |  | ---- |
| ---- | ---------------- | -------------- | ----------------- | ---- |  | ---- |
| F    | Cristea Rusu     | Delta Tulcea   | liber de contract | -    |  |      |
| F    | Vasile Brătianu  | Petrolul Ianca | liber de contract | -    |  |      |
| F    | Sandu Minciu     | Oțelul Galați  | liber de contract | -    |  |      |
| M    | Gheorghe Negoiță | Dunărea Galați | liber de contract | -    |  |      |
| M    | Eugen Popescu    | FC Onești      | liber de contract | -    |  |      |

### Plecări
| Post | Jucător          | De la echipa          | Sumă de transfer  | Dată |  | ---- |
| ---- | ---------------- | --------------------- | ----------------- | ---- |  | ---- |
| A    | Nicușor Glonț    | Olimpia Râmnicu Sărat | liber de contract | -    |  |      |
| A    | Doru Mihuț       | Pandurii Târgu Jiu    | liber de contract | -    |  |      |
| F    | Iulian Ionașcu   | Mecano Sport Galați   | liber de contract | -    |  |      |
| F    | Vasile Brătianu  | Petrolul Ianca        | liber de contract | -    |  |      |
| A    | Viorel Radu      | CSM Suceava           | liber de contract | -    |  |      |
| A    | Nicu Marcadonatu | Petrolul Brăila       | liber de contract | -    |  |      |
| A    | Nicolae Nehoianu | Petrolul Brăila       | liber de contract | -    |  |      |

## Seria I

### Rezultate
| Victorii | Egaluri | Înfrângeri | Cea mai mare victorie | Cea mai mare înfrangere |

### Sezon intern
| 1  | Dacia Unirea Brăila                 | Gloria Buzău        |  | 0-2 |
| 2  | ASA Explorări Câmpulung Moldovenesc | Dacia Unirea Brăila |  | 1-2 |
| 3  | Prahova Ploiești                    | Dacia Unirea Brăila |  | 0-2 |
| 4  | Dacia Unirea Brăila                 | Aripile Bacău       |  | 0-2 |
| 5  | Dacia Unirea Brăila                 | Siretul Pașcani     |  | 0-2 |
| 6  | Ceahlăul Piatra Neamț               | Dacia Unirea Brăila |  | 1-2 |
| 7  | Unirea Focșani                      | Dacia Unirea Brăila |  | 1-0 |
| 8  | Dacia Unirea Brăila                 | Metalul Plopeni     |  | 1-4 |
| 9  | Fepa 74 Bârlad                      | Dacia Unirea Brăila |  | 0-4 |
| 10 | Dacia Unirea Brăila                 | Poiana Câmpina      |  | 1-3 |
| 11 | Petrolul Ploiești                   | Dacia Unirea Brăila |  | 0-1 |
| 12 | Dacia Unirea Brăila                 | CFR Pașcani         |  | 1-2 |
| 13 | Steaua Mizil                        | Dacia Unirea Brăila |  | 0-2 |
| 14 | Dacia Unirea Brăila                 | Delta Tulcea        |  | 3-2 |
| 15 | Politehnica Iași                    | Dacia Unirea Brăila |  | 0-1 |
| 16 | Dacia Unirea Brăila                 | CSM Suceava         |  | 3-2 |
| 17 | CS Botoșani                         | Dacia Unirea Brăila |  | 0-5 |
| 18 | Dacia Unirea Brăila                 | Petrolul Ploiești   |  | 1-1 |